# Sharp MZ80A
No início dos anos 1980, o MZ80A foi o modelo "fundo de linha" da série de microcomputadores MZ da Sharp, projetado para competir na faixa de preço dos Commodore PET e Video Genie. Seguia o conceito all-in-one, reunindo numa única peça monitor de vídeo de 9", UCP, teclado e gravador cassete. Outra de suas particularidades é que o BASIC era carregado via cassete, e não pela ROM, como na imensa maioria dos microcomputadores da época.

## História
O MZ80A foi lançado no Reino Unido em junho de 1982, poucos meses depois do MZ80B, ao preço inicial de £ 478. Para alguns, conforme exposto numa resenha técnica publicada na época na PCW Magazine, constituiu-se numa decepção, pois parecia ser apenas uma versão ligeiramente melhorada do MZ80K.

## Características
| UCP           | Zilog Z80 em 2,00 MHz                                                                     |
| RAM           | 32 KiB—48 KiB (máxima)                                                                    |
| VRAM          | 2 KiB                                                                                     |
| ROM           | 4 KiB                                                                                     |
| Teclado       | mecânico, 73 teclas, teclado numérico reduzido                                            |
| Display       | monitor monocromático de 9" embutido, apenas texto (40×25 linhas).                        |
| Som           | alto-falante interno                                                                      |
| Portas        | porta de expansão genérica IEEE, RS232 opcional                                           |
| Armazenamento | gravador cassete embutido a 1200 bps; até dois drives de 5" 1/4 opcionais (280 KiB cada). |